# B炸药
B炸药（Composition B），由RDX炸药和TNT炸药混合組成，是加农炮、炮弹、火箭、地雷、手榴弹以及各种军火的填充物。
B炸药同样被作为向内爆炸式核武器的爆炸透镜（Explosive lens）。

## 成分
标准比例（按重量）：59.5% RDX（爆速 8,750 m/s），39.4% TNT （爆速 6,900 m/s），附加 1% 石蜡， 以增加操作性。 通常被表述为 60/40 RDX/TNT 附加1%石蜡。不含石蠟鈍化成分的B炸藥則是其家族中的B-3炸藥。
蘇聯也有使用以RDX與TNT混合的炸藥，稱為「TG炸藥」，T指的是TNT，G指的是RDX，但不同於西方國家製造的B炸藥混合比例固定，TG炸藥是一款因應需求主成分混合比例的軍用炸藥，混合比例則是會在字尾加的數字調整，比較常見的幾類是TG-30，以TNT30%、RDX70%比例混合；TG-40是TNT40%、60%；TG-50是TNT50%、RDX50%。

## 属性
- 密度：1.65 g/cm3
- 爆速：8050 m/s

## 用途
B炸药在美国以及西欧国家的彈藥中是非常常見的配方，它的爆炸威力比TNT威力更強，但價格不比RDX貴，是一種從成本觀點來說讓廠商滿意的混合炸藥，从二战初期直至1950年的标准爆炸物，但是它的安全性問題在1970年代後開始受到關注，美國在1980年代開發了IMX-101鈍感炸藥，在1990年代以後研製的新型彈藥多以IMX-101替換原有的B炸藥成分。但北約國家的軍火製造商，例如Mecar ，對新型鈍感炸藥的投資未如此積極，仍然有不少廠商的彈藥仍繼續沿用B炸藥成分。
B炸药与Cyclotol相似，后者有着更高的RDX含量（接近75%）。

## 相关
- 塑性炸藥
- C系列炸藥（英语：Composition C）
- C4炸药